# روچگدا
روچگدا (به لاتین: Rochegda) یک منطقهٔ مسکونی در روسیه است که در استان آرخانگلسک واقع شده‌است.